# Эльф (Marvel Comics)
Пикси (англ. Pixie), настоящее имя Меган Гвин (англ. Megan Gwynn) — мутант, персонаж, появившийся в комиксах издательства Marvel Comics. Ранее состояла в команде «Новые Люди Икс» (New X-Men), в данный момент является членом команды «Удивительные Люди Икс» (Uncanny X-Men).

## Вымышленная биография
Меган Гвин родилась в небольшом шахтёрском городке Абергилид в Уэльсе. Её отец был шахтёром и погиб во время аварии в шахте, из-за этого Меган боится подобных мест. Впервые её мутантские способности проявились во время велосипедной прогулки, когда её чуть не сбила машина.

### Команда Образцы
После регистрации в институте Ксавье, Меган была зачислена в учебную команду Образцы (Paragons), курируемую бывшим Новым Мутантом Рейн Синклейр (Rahne Sinclair), Волчицей (Wolfsbane). Когда Рейн была уличена в романтических отношениях со студентом Джошем Фолей, она покинула школу и была заменена своим бывшим товарищем по команде Магмой.
Во время учёбы Меган показала себя весёлой, жизнерадостной девочкой, легко сходящейся с другими студентами. Она также проявляет симпатию к Циклопу. К своей мутации Меган, похоже, относится положительно, особенно к способности летать, которой она часто пользуется. Во время учёбы вместе с формой она постоянно носила велосипедный шлем.

### Дом М
После событий Дома М, когда почти все студенты были лишены способностей, Эльф была одной из 27 учеников, сохранивших свои мутантские способности. 42 бывших одноклассника Меган погибли, когда их автобус был атакован Уильямом Страйкером, лидером антимутантской организации. Среди погибших был товарищ Меган по команде Образцы, ДиДжей.

### В поисках Мэджик
Однажды вечером Меган и её друзья собрались в комнате отдыха у камина и слушали истории. Оползень (Rockslide) рассказывал о своих подвигах, сильно их преувеличивая, чем раздражал своих слушателей. Тогда Меган просит Повязку (Blindfold) рассказать что-нибудь.
Повязка рассказывает историю Мэджик (Иллиана Распутина) и демона Беласко. Новые Люди Икс не знали, что Мэджик была воскрешена в «Доме М» в результате изменения реальности Алой Ведьмой. Беласко ощущал присутствие Мэджик, но не мог определить её местонахождение после того, как действительность была восстановлена. Беласко воссоздал оболочку Иллианы, как Дитя Тьмы (Darkchild) с её внешностью и памятью, но без души. Мэджик сбежала в Лимбо, в то время как Беласко сверг текущего правителя Лимбо Аманду Сефтон. Снова став хозяином Лимбо, Беласко смог обнаружить следы присутствия Иллианы в Институте Ксавье.
Во время рассказа Дети понимают, что это не просто история, а предсказание. Повязка заканчивает свой рассказ, обращаясь к Меган со словами: «сожалею о твоей потере». В это время пол у них под ногами разверзся, и дети провалились в Лимбо, где на них тут же напали орды демонов. Во время борьбы Эльф находилась рядом с Повязкой, которая предупреждала всех, что Меган не должна «упасть во тьму». В этой битве Эльф впервые наглядно использует свои силы, выводя из строя нескольких демонов с помощью своей «пыли эльфа». После того, как Мэджик спасает маленькую группу, она просит, чтобы демон Н’астирх принёс ей Эльфа. Друзья пытаются защитить Меган, но Иллиана заключает их в магические коконы, в которых они не могут двигаться. Беспокоясь о своих одноклассниках, Меган подчинялась просьбе Мэджик и участвует в ритуале сотворения Меча Душ, несмотря на возражения её друзей. Но из-за вмешательства Анола процесс не был закончен, и Меч Душ был лишь частично закончен — вместо него был создан Кинжал Душ. Мэджик объяснила, что Кинжал Душ — фактически часть души Эльфа и что чёрная магия заполнила ту часть, которую забрало создание Кинжала Душ, а сама Меган больше не была невинной, как прежде. Изменения коснулись и её внешности — её волосы стали чёрными с несколькими розовыми прядями, а радужные крылья — изодранными.
Мэджик научила Эльфа заклинанию телепортации и Эльф использовала его, чтобы телепортироваться к Беласко и помешать ему мучить остальную часть команды. Когда Мэджик сказала Эльфу, что та должна и использовать Кинжал Душ, чтобы нанести удар Беласко и спасти своих друзей, Эльф спросила Мэджик, почему она выбрала именно её. Мэджик ответила, что Эльф является самой невинной среди её друзей и здесь, в Лимбо, её невинность является её силой. Эльф следует совету Мэджик и убивает Беласко, тем самым ещё больше теряя свою невинность.
После победы над Беласко Мэджик хотела использовать остальную часть души Эльфа для создания большего количества Геллиотропов, но передумала, увидев своего брата Колосса, и отправила их всех обратно в Институт Ксавье.
После этой истории Оползень, угрожая уходом, уговорил Циклопа принять в свою команду Эльфа и Анола. Эльф официально стала членом Новых Людей Икс.

### Дети Людей Икс
Эльф вместе с Пылью и Нежно сидит в лаборатории Зверя и рассказывает, что Аманда Сефтон и Доктор Стрэндж проверили её и сказали, что у неё ещё осталось достаточно души, чтобы сохранить себя от зла, и что Доктор Стрендж обещал обучить её магии, как только она достигнет совершеннолетия, но только если она возьмёт обет молчания. Зверь, раздраженный её болтовней, ворчит, что хорошо бы это произошло пораньше. Меган спрашивает Сурайю, зачем она постоянно носит паранджу, ведь она очень симпатичная. Нежно поправляет Меган, поясняя, что Пыль носит не паранджу, а абайю с покрывалом никаб, и добавляет, что Меган могла бы проявить уважение к Сурайе, узнав о ней побольше. Меган озадачена столь резкой отповедью и, переключив внимание на Нежно, начинает изливать ему своё восхищение тем, как он защищал её в Лимбо. В этот момент в комнату заглядывает Ртуть и спрашивает, сколько им лет.
Эльф и Волна встречают в коридоре Циклопа, который сообщает о собрании учеников и преподавателей, на котором они обе должны присутствовать. Волна отвечает, что она занята, но Эльф радостно выражает готовность встретиться с ним. Росомаха остужает её пыл, предлагая Меган пойти с ним в опасную комнату и, улыбаясь, демонстрирует когти.
Волчонок и Лоа сидят на кухне и задают вопрос, поднятый Ртутью — они подозревают, что Эльф является самой молодой из них. Среди учеников распространилось мнение, что самый молодой мутант умрёт следующим. В это время в кухне появляется Меган, молнией пролетает мимо ребят, оставляя после себя облако розовой пыли. За ней, размахивая когтями и крича что-то о единорогах, проносится очень злой Росомаха. Единороги так не понравились Логану, что он обещал убить Эльфа, если она ещё раз использует на нём свою силу.

### Ослеплённые светом
Эльф, вместе с другими Новыми Иксменами сражается с Приспешниками (Acolytes), напавшими на Институт Ксавье, чтобы заполучить Дневники Судьбы и устранить провидицу Повязку.

### Комплекс Мессии
Люди Икс отправились выручать ребёнка-мутанта, а Новым Людям Икс было приказано сидеть дома. Но это их не устраивало, и Волна предложила своим товарищам напасть на Очистителей (Purifiers), которые так же искали ребёнка и были виновны в смерти 45 их сокурсников. Команда состояла из Волны, Ртути, Оползня, Эльфа, Анола, Икс-23, Хулигана и Брони.
Эльф телепортировала их на базу Очистителей, находящуюся в Вашингтоне. Новые Люди Икс яростно сражаются с Очистителями, мстя за погибших товарищей, но ситуация круто меняется, когда появляются союзники Очистителей — Грабители (Reavers). Их лидер, Леди Смертельный Удар (Lady Deathstrike), своими когтями тяжело ранит Хулигана. В начавшемся сражении ребятам приходится нелегко. Волна прикрывает новичка Эльфа от ударов, Оползень требует, чтобы Эльф немедленно перенесла их отсюда. Меган напугана и у неё ничего не получается. Несколько Грабителей приближаются к ней сзади, но их убивает вовремя появившийся Риктор (сотрудник Икс-Фактора), который внедрился в ряды Очистителей как шпион. Он говорит Эльфу, что если она немедленно не телепортирует своих друзей — они все умрут. Меган приходит в себя и выкрикивает заклинание, но телепортирует команду вслепую, рассеивая её по пути из Вашингтона в Нью-Йорк. Раненная, она взывает к Эмме Фрост, нарушая её концентрацию на борьбе между Людьми Икс и Мародёрами.
Позже, Эльф находится в особняке вместе с другими студентами и Зверем, когда Хищник Икс (Predator X) нападает на нескольких студентов, гуляющих снаружи. Затем Хищник меняет тактику и нападает на более слабых студентов в медицинском крыле. Эльф вспоминает, что Х-23 убивала подобных существ ранее, и пытается телепортировать Хищника к Х-23. Но по ошибке переносит вместе с ним большую часть студентов, Зверя и Ночного Змея, попадая в самую гущу сражения между Людьми Икс и Мародёрами на острове Мюир.
Во время сражения Эльфа жестоко избивает Омега Страж (Omega Sentinel), которую контролирует Малис. Она насмехается над Эльфом до тех пор, пока Меган неожиданно не наносит удар Кинжалом Душ по своей противнице, изгоняя Малис из тела Омега Стража.

### Возвращение домой
После Комплекса Мессии, Меган возвращается в родной город и обнаруживает, что раса инопланетных существ — Н’гарэй терроризируют её город и похищают людей, чтобы прокормить свою королеву — Киррок. Эльф по телефону вызывает Людей Икс. До их приезда ей самой приходится сражаться с агрессорами. Прибывшие Люди Икс помогают Эльфу, но для полной победы им необходимо уничтожить Киррок, которая свила гнездо в заброшенной шахте. Во время этой операции Меган приходится бороться не столько с Н’гарэй, сколько со своим страхом перед шахтами, в одной из которых погиб её отец. После окончательной победы Циклоп и другие Люди Икс забирают её в Америку, чтобы Эльф присоединилась к недавно преобразованной команде Людей Икс в Сан-Франциско (чему она была необычайно рада).

## Другие версии

### Ultimate Marvel
Внешность Пикси схожи с классической версии, у неё есть крылья, и главная сила является телепортация которая также является её слабостью. Меган помогает Китти Прайд принять окончательное сражение против Джин Грей и её народа Тянь. Но во время бомбардировки на Тянь Пикси потеряла сознание и исчезла. Но вскоре Люди Икс нашли её и троих выживших мутантов, которых она спасла. Мутант по имени Амп, которая может усилить другие способности, дает Пикси силу, и она пытается телепортировать всех вернуться в Утопии, но случайно телепортировала их в бесплодные измерения наполнены Роем Га Лак Тусов. Во время укрытие от роботов Пикси сумела спасти зараженного Джимми Хадсон с помощью телепортации, отделив инфицированных клеток из его тела, однако её саму смертельно ранили из-за чего она отдает свои жизненные силы Роуг и умирает.

## Силы и способности
Эльф имеет насекомоподобные крылья (изображаемые разноцветными, в зависимости от художника), которые позволяют ей летать. Кроме того, она производит «пыль Эльфа», вызывающую галлюцинации, часто комичного характера, например, Демоны, видящие яркие пузыри и игрушечных мишек, или Росомаха, видящий стадо Единорогов. Неизвестно, имеет ли она контроль над этими галлюцинациями, но однажды она упомянула, что не имеет представления, что видят её жертвы.
После того, как Мэджик забрала часть души Меган в попытке создать Меч Душ, её внешность изменилась, отражая часть её души, потерянной в чёрной магии. Её розовые волосы превратились в чёрные с розовыми локонами, глаза стали чёрными, как смоль, а крылья — изодранными. Поскольку процесс изъятия души Эльфа был прерван, целый меч Душ не мог быть создан, вместо этого Меган может вызвать Кинжал Душ — меньший, но всё ещё мощный магический артефакт. Позже, по неизвестной причине, её волосы вновь стали розовыми, а крылья — неповреждёнными.
Теперь она способна разрушать магию и наносить вред магическим существам посредством Кинжала Душ. В настоящее время Меган использовала только заклинание телепортации, которому её научила Мэджик, хотя она имеет потенциальные магические способности. Эльф заявляет, что с ней консультировались Аманда Сефтон и Доктор Стрендж о магической опеке, когда она достигнет совершеннолетия.
Эльф также имеет способность обнаруживать злых сверхъестественных существ, это подтверждается тем, что она обнаружила Н’гарэй, которые были под заклинанием невидимости. Когда Меган спросили, как она узнала, где они, она ответила что «есть частица тьмы, оставленная Мэджик в моей душе… И это как компас для другого зла… просто знание».